# Gefährliche Abfälle
Gefährliche Abfälle (englisch hazardous waste) sind Abfallstoffe, die festgelegte Gefährlichkeitsmerkmale aufweisen und somit eine Gefahr für die Gesundheit und/oder die Umwelt darstellen. Ein umgangssprachlicher Begriff für derartigen Abfall ist Sonderabfall.

## Begriff

### Europäische Union
Für die Zwecke eines gemeinsamen Kreislaufwirtschaftsrechts wurde er spätestens mit der Richtlinie 91/689/EWG des Rates vom 12. Dezember 1991 über gefährliche Abfälle nach Kriterien der Abfallherkunft, stofflichen Zusammensetzung und besonderen Gefährlichkeit definiert. Die darauf aufbauende Richtlinie 2008/98/EG über Abfälle (Abfallrahmenrichtlinie) definiert ihn nun in Art. 3 Nr. 2 als Abfall, der mindestens eine der in ihrem Anhang III gelisteten besonders gefährlichen Eigenschaften hat, also beispielsweise explosiv, leicht entzündbar, krebserregend, ätzend, infektiös oder ökotoxisch ist.
Maßgebend für die nähere Bezeichnung und Einstufung ist vor allem das Abfallverzeichnis (EAV), vor 2002 genannt Europäischer Abfallkatalog (EAK), der in Deutschland mit der Verordnung über das Europäische Abfallverzeichnis (Abfallverzeichnis-Verordnung) und in Österreich mit dem Abfallartenkatalog in nationales Recht umgesetzt ist. Die Abfallrahmenrichtlinie gestattet den Mitgliedsstaaten unter Bedingungen jedoch, weitere Abfallarten als gefährlich zu betrachten oder nicht als solche anzusehen.

### International
Für seine Regelungszwecke der (grenzüberschreitenden) Abfallverbringung definiert das Basler Übereinkommen ihn eigenständig über Listen, die wie später in der EU an die Herkunft und stoffliche Zusammensetzung der Abfälle anknüpfen, aber einem umgekehrten Regel-Ausnahme-Verhältnis folgen: Erst dann, wenn der Abfall keine der genannten gefährlichen Eigenschaften hat (und auch nicht in einem betroffenen Vertragsstaat als gefährlich angesehen ist), ist er nicht als gefährlicher Abfall zu betrachten. Es wurde in Deutschland mit dem Abfallverbringungsgesetz und in der Schweiz mit der Verordnung über den Verkehr mit Abfällen (VeVA) umgesetzt bzw. ratifiziert.
In der Schweiz wird der Begriff Sonderabfälle verwendet, die als „Abfälle, deren umweltverträgliche Entsorgung auf Grund ihrer Zusammensetzung, ihrer chemisch-physikalischen oder ihrer biologischen Eigenschaften auch im Inlandverkehr umfassende besondere technische und organisatorische Massnahmen erfordert“ definiert sind.
Die rechtswidrige Entsorgung und den verbotenen Handel mit gefährlichen Abfällen haben internationale Gremien wie G8, EU, Interpol und das Umweltprogramm der Vereinten Nationen als Umweltkriminalität anerkannt.

## Deutschland

### Gesetzliche Regelung

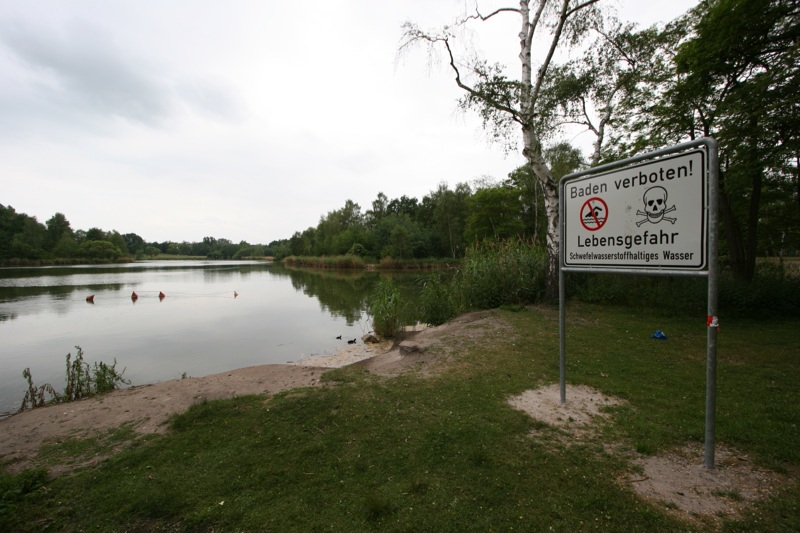
Silbersee in Nürnberg, vergiftet durch eine wilde Deponie, heute Silberbuck.

Während alle Abfälle zur Beseitigung überwachungsbedürftig waren, wurden bis 14. Juli 2006 die im damaligen Abfallverzeichnis mit Sternchen (*) markierten gefährlichen Abfallarten als besonders überwachungsbedürftig bezeichnet, was zugleich die Funktion und Auswirkung dieser Kategorisierung erklärte. Wie das europäische Recht spricht das Kreislaufwirtschaftsgesetz nun bloß noch von gefährlichem Abfall, an dessen Entsorgung und Überwachung besondere Anforderungen zu stellen sind. Diese Einordnung löst daher egal, ob diese Stoffe verwertet oder beseitigt werden sollen, regelmäßig schärfere Pflichten bei ihrer Beförderung, Sammlung, Behandlung oder Lagerung einschließlich deren Dokumentation aus. Diese treffen alle Besitzer, Erzeuger, Transporteure, Betreiber von Abfallanlagen und sonstigen Personen, die damit umgehen und daher besonderer umwelt-, dabei auch immissionsschutzrechtlicher behördlicher Überwachung unterliegen. So dürfen nach der Nachweisverordnung gefährliche Abfälle regelmäßig nur nach vorheriger Anmeldung durch den Erzeuger oder Vorbesitzer und nach behördlicher Bestätigung der Zulässigkeit des vorgesehenen Entsorgungsweges von einem Beförderer, der die speziellen Begleitscheine mitführt, zu einer Anlage transportiert werden, die dafür zugelassen ist und deren Betreiber konkret bescheinigt hatte, diese Stoffe annehmen zu werden. Händler oder Makler, Sammler und Beförderer von gefährlichen Abfällen benötigen eine amtliche Erlaubnis. Betriebsinhaber müssen außerdem eine besondere Fach- und Sachkunde nachweisen.
Die Nachweisführung einer ordnungsgemäßen Entsorgung gefährlicher Abfälle erfolgt seit dem 1. April 2010 im elektronischen Abfallnachweisverfahren (eANV) nach der Verordnung über die Nachweisführung.
Unter Beachtung seiner Gefährlichkeit kann Sonderabfall einem Verwertungs- oder Beseitigungsverfahren zugeführt werden. Für einige gefährliche Stoffe (z. B. PCB) gilt ab einer festgelegten Konzentration jedoch der Vorrang der Beseitigung, sodass eine Verwertung ausgeschlossen ist. Zu den gefährlichen Abfällen zählen z. B. verbrauchte Lösungsmittel, Säuren, Laugen, Lackschlämme, Altpestizide, teilweise Krankenhausabfälle, Laborchemikalien, Filterstäube und Stoffe mit Schwermetallverunreinigungen.
Wer mit den in § 326 Strafgesetzbuch genannten Abfallarten mit besonderem Gefahrenpotential ohne Befugnis oder nach einem anderen als dem vorgegebenen Verfahren umgeht oder es versucht, wird auch bei Fahrlässigkeit mit Freiheitsstrafe oder Geldstrafe bestraft; also selbst dann, wenn sich die Gefahr nicht auswirkt. Jedoch hat er – was eine Besonderheit im deutschen Strafrecht ist – die Chance, sich mit aktivem Einsatz bei der nachträglichen Gefahrenbekämpfung Straffreiheit oder -Milderung zu verdienen. Der Begriff „gefährlicher Abfall“ fällt hier nicht und die Definition ist anders als im Abfallrecht, lehnt sich in der Praxis aber weitgehend daran an. Problematisch ist etwa, wenn gefährlicher Abfall nicht den vorgeschriebenen Entsorgern und Verwertungsmethoden zugeführt wird, sondern zu einer nicht (besonders) gefährlichen Abfallart umdeklariert an Arglose abgegeben und so getarnt in den Wirtschaftsverkehr eingeschleust wird.

### Kooperation einzelner Bundesländer
Mitte April 2012 schloss das Bundesland Baden-Württemberg, vertreten durch den Umweltminister Franz Untersteller (Bündnis 90/Die Grünen Baden-Württemberg), mit den Firmen Sonderabfallentsorgung Bayern GmbH (GSB) und Hessische Industriemüll GmbH (HIM) einen Kooperationsvertrag zur Entsorgung verbrennbaren Sondermülls wie Altlack und Lösungsmittel etc. aus dem Land. Der Vertrag beinhaltet Kontingente von jeweils 10.000 Tonnen (t) Sondermüll zur Verbrennung in Bayern und Hessen; das sind ca. 40 % des in Baden-Württemberg anfallenden verbrennbaren Sondermülls von ca. 48.000 t jährlich. Im Gegenzug können Bayern und Hessen zu deponierende Sonderabfälle in der baden-württembergischen Sondermülldeponie Billigheim und im ehemaligen Salzbergwerk Bad Friedrichshall der Südwestdeutsche Salzwerke AG in Bad Friedrichshall entsorgen. Die Verpflichtung zur Lieferung von im Jahr 20.000 t Sondermüll aus dem 1997 getätigten Entsorgungsvertrag mit der Abfallverwertung AVG im Stadtstaat Hamburg konnte nie erfüllt werden: allerdings verhinderte sie aus heutiger Sicht unnötige Investitionen von ca. 500 Mio. Euro in zwei in den 1990er-Jahren für Kehl und Böblingen projektierte und damals sehr umstrittene Sondermüllverbrennungsanlagen. Damals war man noch von allein in Baden-Württemberg anfallenden Sondermüllvolumina bis zu 100.000 t jährlich ausgegangen.

### Entwicklung der Abfallmengen
2019 fielen 23,9 Millionen Tonnen gefährliche Abfälle in Deutschland an und damit 0,1 Millionen Tonnen mehr als noch 2018. Den größten Anteil machten, mit 40 Prozent, gefährliche Bau- und Abbruchabfälle aus. Nordrhein-Westfalen bestätigt – dem Bundestrend entsprechend – ein konstantes Mengenniveau an gefährlichen Abfällen seit 2017. Im Jahr 2020 wurden hier rund 6,1 Millionen Tonnen gefährliche Abfälle erzeugt.
Vom Abfallaufkommen in Deutschland im Jahr 2019 entfielen etwa sechs Prozent auf den Abfallstrom der gefährlichen Abfälle. 65 Prozent davon wurden der Verwertung zugeführt.
Sonderabfälle fallen zwar vorrangig in Industrie und Gewerbe an, treten jedoch (in deutlich kleineren Mengen) auch in Privathaushalten auf. In Deutschland zählt bis zu einem Prozent des gesamten Hausmülls zu den gefährlichen Abfällen und müsste daher an gesonderten Sammelstellen abgegeben werden. Am häufigsten handelt es sich hierbei um Renovierungsabfälle, Batterien, Akkus und Elektrogeräte, Spraydosen, Reinigungsmittel und Chemikalien, Medikamente, Altöl und Leuchtmittel. Da die Abgabe oft nicht kostenfrei ist und zudem an mitunter stark begrenzte Zeitfenster gebunden ist, werden diese Abfälle in vielen Kommunen illegal und nicht ordnungsgemäß entsorgt. So hat sich beispielsweise in Brandenburg im Jahr 2019 die Menge illegal entsorgten Mülls im Vergleich zum Vorjahr um 500 Tonnen auf insgesamt 6.000 Tonnen erhöht. In der Folge steigen auch die regulären Entsorgungskosten an, über die auch der illegal abgeladene Müll beseitigt werden muss. Privat abgeladene Abfälle werden in der Regel nicht als Straftat, sondern als Ordnungswidrigkeit geahndet. Doch selbst wenn industrielle Abfälle im großen Stil illegal entsorgt werden, werden in der Regel nur Geldstrafen verhängt.

## Skandale
Aus der 1971 geschlossenen Zinkhütte Delrath bei Nievenheim im Rhein-Kreis Neuss wurden bis 1972 3300 Tonnen arsenhaltiger Kalkschlamm durch illegales Abkippen wild entsorgt. 1971 wurden 15.000 Fässer Giftmüll auf einer Schutthalde in Bochum-Gerthe illegal entsorgt. Bund und Nordrhein-Westfalen reagierten mit schärferen Abfallbeseitigungsgesetzen. Im Jahr 1973 kam es in Südhessen (z. B. Langenselbold, Großkrotzenburg) zu einem Giftmüllskandal, weil eine Transportfirma Siegfried Plaumanns über 10 000 Tonnen Giftmüll aus verschiedenen Chemiewerken der Region illegal verteilt und in Gewässer abgelassen hatte. Umweltminister Werner Best (SPD) musste zurücktreten, der erste Rücktritt in Deutschland wegen Umweltgefährdung. Doch die Gesetze und Aufsichtsmaßnahmen waren bis 1975 noch nicht geeignet, die Vorfälle angemessen zu bestrafen.
In den 1980er Jahren wurde die Sonderabfalldeponie Münchehagen im Landkreis Nienburg überregional bekannt, als dort giftige Stoffe, wie das Dioxin TCDD, in hoher Konzentration festgestellt wurden.
Die Umweltorganisation Greenpeace deckte im Mai 1992 die Verschiebung von 2000 Tonnen Altpestiziden aus Deutschland nach Rumänien auf. Erst im März 1993 begann unter dem damaligen Bundesumweltminister Klaus Töpfer eine Rückholaktion, um die Abfälle in Deutschland der Entsorgung zuzuführen.
Ein weiterer Skandal ereignete sich 1992 und 1993 in Albanien mit Pflanzenschutzmitteln aus DDR-Produktion, die Lindan, Trizilin und Falisan (quecksilberhaltige Saatgutbeize) enthielten (siehe Weblinks).
Der Transport von ausgedienten Schiffen nach Asien zur Abwrackung kann ebenfalls als Export von gefährlichen Abfällen angesehen werden, da die Schiffe gefährliche Stoffe wie Asbest, zinnorganische Verbindungen (Tributylzinn-Verbindungen), schwermetallhaltige Farben und Altöle enthalten. Die Schiffe werden in Ländern wie Indien am Strand ohne Schutzvorkehrungen unsachgemäß zerlegt, wobei die giftigen Stoffe freigesetzt werden und in die Umwelt gelangen.
In den westdeutschen Medien war vor der Wiedervereinigung oft von der Deponie Schönberg (heute Deponie Ihlenberg) die Rede, die die DDR zum größten Importeur für gefährliche Abfälle in Europa machte.
In der Schweiz sind in diesem Zusammenhang vor allem die Sondermülldeponie Kölliken (900 Mio. Franken Sanierungskosten) und Bonfol (über 350 Mio. Franken Sanierungskosten) bekannt.